# نیلز پرسون
نیلز پرسون (انگلیسی: Nils Persson; ۱۱ فوریهٔ ۱۸۷۹ – ۴ فوریهٔ ۱۹۴۱) قایقران قایق بادبانی اهل سوئد بود.